# Oecleus bilineata
Oecleus bilineata är en insektsart som beskrevs av Caldwell 1938. Oecleus bilineata ingår i släktet Oecleus och familjen kilstritar. Inga underarter finns listade i Catalogue of Life.